# Азеркіни

«Ельфійська Зірка», або «Зірка Феї» — один із символів азеркінів

Азеркіни (англ. otherkin, від other — «інший», kin — «рід»), або іншорідні, — поняття, яке описує істот, людське тіло котрих не відповідає особистості, внутрішньому стану або душі людини. Азеркіни, як правило, ідентифікують себе з міфологічними або фантастичними істотами (ельфи, феї, янголи, демони, дракони, іншопланетяни, вампіри тощо).

## Історія
Феномен азеркінства виник задовго до появи інтернету. Термін зафіксований наприкінці 1980-х років, коли люди, які відчували себе всередині ельфами, почали об'єднуватись у спільноти. Перший інтернет-ресурс для азеркінів виник у 1990 році під назвою «Digest Elvenkind». Його творцем був невідомий студент з Університету Кентуккі. Термін «азеркін» почав застосовуватися з 1996 року як визначення людей «з іншою сутністю», яка перебуває поза їхньої біологічної природи та буденного життя.

## Самоідентифікація
Найбільш поширеними видами азеркінів уважаються теріантропія і драконність. Іншою стороною може бути будь-який образ, з яким людина відчуває близькість, наприклад вигадана істота, персонаж книги або фільму. Види зв'язку також відрізняються. Найбільш поширене пояснення: душа істоти потрапила не в те тіло, не в той час або навіть не в той світ. Серед інших пояснень — спадковість (серед нащадків людини була конкретна істота), реінкарнація (душа істоти переселилася в тіло людини і згадує своє минуле життя), перетворення (наприклад, кіцуне набуло образу людини).
Інша сторона може проявляти себе не лише у почуттях особистості, а й у житті людини (якісь особливі риси). Дуже невелика кількість азеркінів уважає, що їхнє людське тіло теж має відмінності.